# Grève des mineurs britanniques de 1972
Pour les articles homonymes, voir Grève des mineurs britanniques..
Grève des mineurs britanniques
La grève des mineurs britanniques de 1972 est un conflit salarial victorieux de près de deux mois opposant l'Union nationale des mineurs au gouvernement conservateur britannique d'Edward Heath.
La grève a débuté le 9 janvier 1972 pour terminer le 28 février 1972, lorsque les mineurs sont retournés au travail. Depuis 1960, les salaires des mineurs n'avaient pas été relevés pour être proportionnels à ceux des ouvriers. La grève a été ordonnée par le comité exécutif de l'Union nationale des mineurs, après une consultation à bulletins secrets des mineurs et s'est terminée lorsque les mineurs ont accepté une hausse de salaire par le biais d'un autre scrutin. 
C'était la première grève minière au Royaume-Uni depuis 1926, même si une grève non-officielle, appelée aussi « sauvage », s'était produite en 1969, sans vote des militants à l'échelle suffisante et sans obtenir de hausse des salaires. 
Celle de 1972, très suivie, contribue à un doublement du nombre de journées de travail perdues pour fait de grève, qui grimpe sur l'année à 23,9 millions contre 11,6 millions en 1971 et débouche sur de fortes hausses de salaires. Elle donne lieu à un rapprochement avec la jeunesse car 40000 étudiants répondent à l’appel de leur syndicat pour participer à une manifestation de soutien aux mineurs en grève.

## Contexte

### Politiques sociales de Wilson et Heath
Le 18 juin 1970, prenant à contre-pied tous les sondages d'opinion annonçant une avance travailliste, le conservateur Edward Heath gagne les élections législatives à la faveur d'une participation en baisse, en particulier du côté travailliste, avec 71,3 % en Angleterre seule contre 75,9 % en Angleterre seule en 1966. Le mouvement syndical avait été échaudé par une "politique des revenus autoritaire et assez sévère" menée par le gouvernement travailliste d'Harold Wilson et sa "tentative assez maladroitement engagée"  de réglementer le droit de grève et la vie interne des syndicats, par une proposition de loi, finalement abandonnée après "un début de rébellion d'une partie du groupe parlementaire" travailliste.
Très investi dans la lutte contre l'inflation naissante, le gouvernement suivant a mis avant une résistance aux « contrats inflationnistes », notamment chez les électriciens et d'autres professions, obtenant une défaite symbolique des syndicats de postiers après une grève de sept semaines en janvier-février 1971.

### La grève des mineurs britanniques de janvier-février 1972
Le 9 janvier 1972, après qu'eurent été consultés tous les mineurs en décembre, avait débuté la « première grève nationale et officielle » des mineurs anglais depuis la « grande grève de 1926 », mais elle n'inquiétait pas trop le gouvernement du conservateur Edward Heath, qui restait confiant en raison des stocks de charbon pour environ huit semaines dans les centrales électriques et car la grève n'avait été votée que par 59 % des adhérents alors le règlement du syndicat des mineurs exigeait 55 %.
Finalement la grève est plus suivie et plus longue que prévu, entraînant une rupture de stocks « presque générale dans les centrales électriques », obligeant le gouvernement à instaurer le 11 février de sévères restrictions d'énergie pour les particuliers comme pour l'industrie. Celui-ci réagit en nommant un tribunal d'enquête sur le retard accumulé par les rémunérations des mineurs depuis plusieurs années, présidé par un magistrat prestigieux, Lord Wilberforce, qui rend publique le 18 février, après seulement une semaine, la proposition de larges concessions, suivie d'une intervention personnelle du Premier ministre. Les augmentations de salaires accordées vont alors s'élever à plus de 20 %, permettant la reprise progressive du travail le 28 février.
La grève des mineurs britanniques de 1972, achevée en février a pour conséquence celle lancée le 19 avril 1972 par des cheminots ayant « commencé quelques jours auparavant une grève perlée après la rupture des négociations de salaires entre les syndicats et la direction ».
Le gouvernement tenta avec succès d'imposer un vote à bulletins secrets et par correspondance sur la poursuite du conflit qui fut organisé du 21 au 30 mai. Mais, fait imprévu, cette consultation donna « une énorme majorité en faveur de la grève, l'obligeant à conclure rapidement avec les cheminots une paix de compromis » dès le 12 juin, au prix d'augmentations de salaires de l'ordre de 13,5 % contre 10 % prévus par les chemins de fer.

## Chronologie
- 13 octobre 1969: début de la grève sauvage des mineurs;
- fin octobre 1969: échec et fin de la grève sauvage des mineurs, après un vote des mineurs;
- 1971: le seuil de majorité pour voter une grève abaissé de 66% à 55 %;
- décembre 1971: votes des mineurs en faveur de la grève;
- 9 janvier 1972: début de la grève officielle des mineurs;
- 11 février 1972: Londres décide de sévères restrictions d'énergie;
- 28 février 1972: la grève s'achève, salaires augmentés de 20%;
- 12 juin 1972: augmentations de salaire de 13,5 % des cheminots, fin de leur grève;
- 6 octobre 1973: Opération Badr des Egyptiens;
- 17 octobre 1973: sept pays de l'OPEP[4] annoncent diminuer chaque mois de 5 % leur production jusqu'au retrait d'Israël des territoires arabes.
- 24 octobre 1973: fin de la guerre du Kippour;
- 12 novembre 1973: grève des heures supplémentaires;
- 13 novembre 1973: état d’urgence;
- 13 décembre au 8 mars 1974: début de la "Three-Day Week";
- 29 janvier 1974: le parti travailliste dénonce les dirigeants communistes des syndicats;
- 5 février 1974: la production automobile à "50 % à 70 % de la normale;
- début février 1974: convocation d'élections anticipées;
- janvier 1976: le pic d'inflation a atteint 24,5 % au Royaume-Uni;
- juin 1976: record de faiblesse de la livre sterling par rapport au dollar;
- 16 mars 1976: démission surprise du Premier ministre Harold Wilson;
- septembre 1976: marché obligataire quasiment boycotté, l'Angleterre se tourne vers le FMI;